# Parador

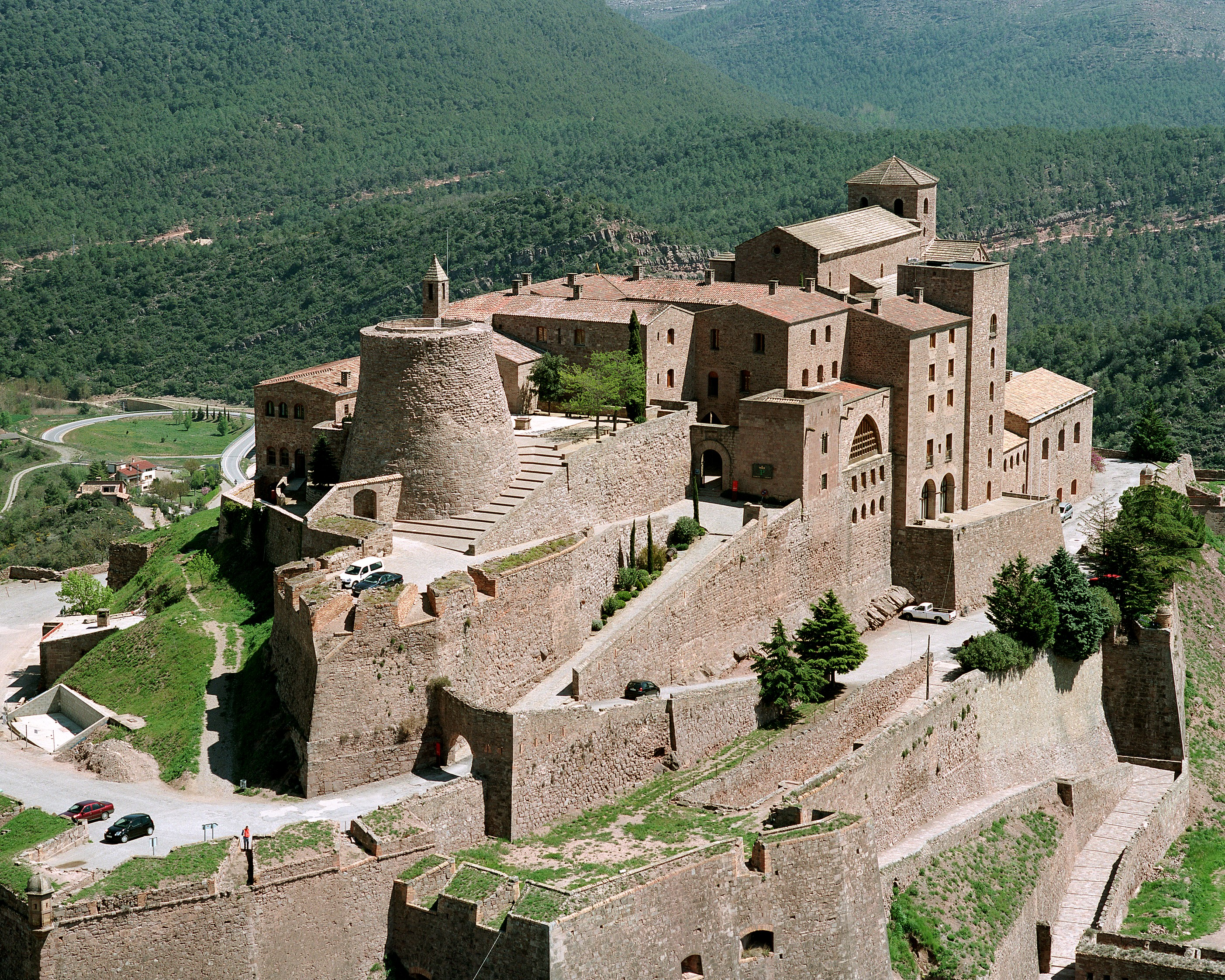
Parador w zamku w Cardonie

Parador /paɾaˈðor/ – typ luksusowego hotelu w Hiszpanii i innych krajach hiszpańskojęzycznych, z reguły mieszczących się w zaadaptowanych zabytkowych zamkach, pałacach lub klasztorach, przykładowo Parador de Carmona znajduje się w alkazarze zbudowanym przez Piotra I Okrutnego w Carmonie, niedaleko Sewilli.

## Paradores de Turismo de España
Paradores de Turismo de España jest to sieć państwowych hoteli utworzonych przez króla Alfonsa XIII w latach 20. XX wieku w celu promocji turystyki w Hiszpanii. 